# Alaa Bakir
Alaa Bakir (Münster, 15 januari 2001) is een Duits-Jordaans voetballer die doorgaans speelt als middenvelder. Hij verruilde in 2024 MSV Duisburg voor FC Emmen.

## Clubcarrière

### Borussia Dortmund
Bakir doorliep de jeugdopleiding van Borussia Dortmund vanaf 2012. Hij speelde in verschillende jeugdelftallen, waaronder het team voor de UEFA Youth League. Hij speelde in de seizoenen 2018/19 en 2019/20 in deze competitie, waar hij onder andere tegen Atlético Madrid, Internazionale en FC Barcelona speelde. Vanaf het seizoen 2020/21 zat hij in de selectie van het reserve-elftal van Borussia, dat uitkwam in de Regionalliga West. Hij speelde dat seizoen alle wedstrijden, op één wedstrijd waarin hij geschorst was na. In 40 wedstrijden scoorde hij vier keer. Hij mocht hierdoor één keer op de bank plaatsnemen bij het eerste elftal, op 17 juni 2020 tegen 1. FSV Mainz (0-2), maar hij kwam niet in actie.

### Duisburg
Medio 2021 tekende Bakir een driejarig contract bij MSV Duisburg in de 3. Liga. Hij debuteerde op 8 augustus tegen TSV Havelse (3-0). In mei 2022 scoorde hij twee wedstrijden op rij tegen Victoria Köln en SV Meppen. Op 15 augustus 2022 raakte Bakir geblesseerd in een wedstrijd tegen SC Freiburg II (3-1), waardoor hij een halfjaar uitgeschakeld was. Eind 2023 was hij weer twee maanden geblesseerd. Uiteindelijk speelde Bakir in drie seizoenen 68 wedstrijden voor Duisburg, waarin hij negen keer scoorde.

### FC Emmen
Medio 2024 verkaste Bakir naar FC Emmen in de Keuken Kampioen Divisie. Het debuut van Bakir bleef uit, wat verwarring veroorzaakte. Het bleek dat Bakir geen Duits paspoort bezat, wat er voor zorgde dat hij gezien werd als een Jordaniër. Spelers van buiten de Europese Unie moeten volgens regelgeving een half miljoen euro per jaar verdienen, wat FC Emmen niet kon overleggen. Er werd voor Bakir een Duits paspoort geregeld, waardoor hij uiteindelijk toch voor Emmen kon spelen. Hij debuteerde op 13 december 2024 tegen Jong AZ (1-1). Hij kwam in de 69e minuut in de ploeg voor Fridolin Wagner. Op 19 januari 2025 scoorde hij zijn eerste doelpunt tegen FC Eindhoven (1-2).

## Statistieken
| Seizoen | Club                 | Competitie        | Competitie | Competitie | Beker | Beker | Overig | Overig | Totaal | Totaal |
| Seizoen | Club                 | Competitie        | Wed.       | Dlp.       | Wed.  | Dlp.  | Wed.   | Dlp.   | Wed.   | Dlp.   |
| ------- | -------------------- | ----------------- | ---------- | ---------- | ----- | ----- | ------ | ------ | ------ | ------ |
| 2019/20 | Borussia Dortmund II | Regionalliga West | 1          | 0          | 0     | 0     | 0      | 0      | 1      | 0      |
| 2020/21 | Borussia Dortmund II | Regionalliga West | 39         | 4          | 0     | 0     | 0      | 0      | 39     | 4      |
| 2021/22 | MSV Duisburg         | 3. Liga           | 30         | 2          | 5     | 3     | 0      | 0      | 35     | 7      |
| 2022/23 | MSV Duisburg         | 3. Liga           | 15         | 2          | 0     | 0     | 0      | 0      | 15     | 2      |
| 2023/24 | MSV Duisburg         | 3. Liga           | 16         | 2          | 2     | 0     | 0      | 0      | 18     | 2      |
| 2024/25 | FC Emmen             | Eerste divisie    | 10         | 3          | 0     | 0     | 0      | 0      | 10     | 3      |
| Totaal  | Totaal               | Totaal            | 111        | 13         | 7     | 3     | 0      | 0      | 118    | 16     |

Bijgewerkt op 4 april 2025.